# 리프 휴튼

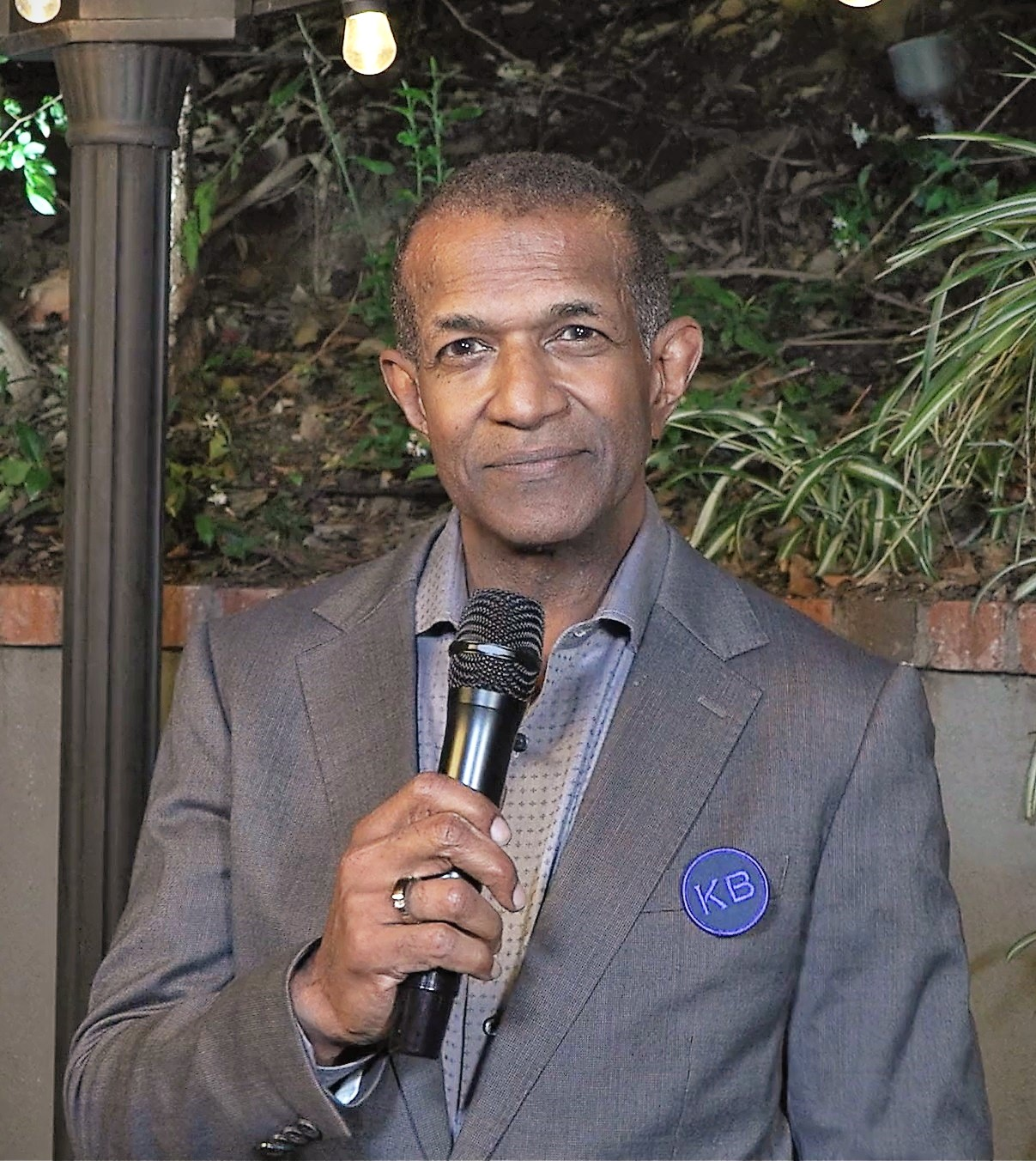

리프 휴튼(Rif Hutton, 1962년 11월 28일 ~ )은 미국의 배우, 연극 배우, 텔레비전 배우, 성우이다.
샌안토니오에서 태어났다.

## 방송
- 천재 소년 두기

## 영화
- 아이스 에이지: 지구 대충돌 (2016년)
- 쿼러티 타임 (2008년) - 하우싱 인스펙터 역
- 빌리버스 (2007년)
- 스틱 잇 (2006년)
- 위험한 독신녀 2 (2005년) - 러쉬 형사 역
- 리스트레이닝 오더 (1999년)
- 13층 (1999년) - 조 역
- 빅풋: 언포게터블 인카운터 (1994년)
- 스타 트랙 7 - 넥서스 트랙 (1994년)
- 바로워 (1991년)
- 잠수 특전대 (1990년)
- 샷건 (1989년)
- LA 음모 2 (1989년)
- 초능력 슈퍼캅 (1989년)
- 천재 소년 두기 (1989년) - 닥터, 론 웰치 역
- 스탠드 업 (1988년)
- 유 토킹 투 미 (1987년)
- 집행자 (1986년)
- 바람계곡의 나우시카 (1984년)